# Nick Glennie-Smith
Nickolas Glennie-Smith (Londres, 29 de noviembre de, 1952) es un compositor inglés conocido por ser el autor de las bandas sonoras de numerosas películas. Sus trabajos más importantes los realizó en colaboración con Hans Zimmer para la película de acción La Roca (1996), y es también autor de la música de El hombre de la máscara de hierro y de El rey león II.
La asociación con Zimmer derivó en la creación de la compañía Media Ventures.
Nick Glennie-Smith también es conocido en Francia para ser el compositor de algunos espectáculos del Puy du Fou.

## Premios
- 1997, Premio ASCAP por la música de La Roca.
- 1997, Premio Saturno por La Roca.
- 1999, Premio ASCAP por El hombre de la máscara de hierro.
- 2003, Premio ASCAP por la música de We were soldiers.

- Datos: Q1383645
- Multimedia: Nick Glennie-Smith / Q1383645